# La Colonia, delstaten Mexiko
La Colonia är en ort i Mexiko, tillhörande kommunen Ayapango i delstaten Mexiko, i den centrala delen av landet. Orten hade 1 192 invånare vid folkräkningen 2010, och är kommunens näst största samhälle.